# 11Fountains
11Fountains zijn een groep fonteinen in de Friese elf steden die in het kader van Leeuwarden-Fryslân in 2018 zijn geplaatst. Het betreft een citymarketinginitiatief. De fonteinen zijn onder begeleiding van curator Anna Tilroe door verschillende internationale beeldende kunstenaars gemaakt. De elf fonteinen zijn op 18 mei 2018 gelijktijdig onthuld. De IJsfontein in Dokkum is op 22 februari 2019 in werking gesteld.
De fonteinen werden in de landelijke media bekritiseerd. Terugkerende punten in de discussie over de fonteinen waren een gebrek aan steun vanuit de gemeenschap, de plaatsing van de fonteinen middenin de historische stadskernen, dat de gemeenschap moest betalen voor de fonteinen en dat geen enkele Friese kunstenaar voor een ontwerp benaderd was. Over de totstandkoming van de fonteinen is door filmmaker Roel van Dalen de 3-delige documentaireserie ‘11 Friese Fonteinen’ gemaakt.
De fonteinen zijn een geschenk aan de gemeenten, die daarmee verantwoordelijk zijn voor het beheer en onderhoud en een deugdelijke werking voor de duur van twintig jaar.
Om uiting te geven aan de onvrede werd door een theatergroep uit Workum een mobiele Piemelfontein gebouwd die door crowdfunding werd gefinancierd. Deze bestaat uit een groot aantal houten penissen waar water uit komt. Deze fontein werd ook in het officiële programma opgenomen en wordt steeds in een andere stad neergezet.
| Geplaatst | Omschrijving                  | Kunstenaar                              | Straat                | Plaats      | Materiaal                         | Afbeelding |
| --------- | ----------------------------- | --------------------------------------- | --------------------- | ----------- | --------------------------------- | ---------- |
| 2018      | De Walvis                     | Jennifer Allora en Guillermo Calzadilla | Zuiderpier            | Harlingen   | polyesterhars                     |            |
| 2018      | Love                          | Jaume Plensa                            | stationsgebied        | Leeuwarden  | kunsthars met marmerstof          |            |
| 2018      | De Woeste Leeuwen van Workum  | Cornelia Parker                         | passantenhaven        | Workum      | hout                              |            |
| 2018      | De Fontein van Fortuna        | Stephan Balkenhol                       | Hoogend               | Sneek       | brons                             |            |
| 2018      | De Oortwolk                   | Jean-Michel Othoniel                    | Breedeplaats          | Franeker    | RVS met bladgoud, beton           |            |
| 2019      | De IJsfontein                 | Birthe Leemeijer                        | Markt                 | Dokkum      | beton/metaal                      |            |
| 2018      | De Vleermuis                  | Johan Creten                            | Broereplein           | Bolsward    | brons                             |            |
| 2018      | Onsterfelijke Bloemen – Rikka | Shinji Ohmaki                           | Dassenboarch          | IJlst       | RVS                               |            |
| 2018      | Flora & Fauna                 | Shen Yuan                               | Nieuweweg             | Hindeloopen | koper, staal, accoyahout en steen |            |
| 2018      | De Vis voor Stavoren          | Mark Dion                               | Stationsweg           | Stavoren    | kunsthars                         |            |
| 2018      | Kievit                        | Studio Orta                             | G.G. van der Walplein | Sloten      | brons                             |            |

## Achtergrond
De elf fonteinen vertellen allemaal iets over de betreffende steden.
- De Walvis in Harlingen refereert aan de walvisvaart die lange tijd een belangrijke rol speelde voor de plaatselijke economie maar die nu een bedreigde soort is. Het is een model van een potvis (een bepaald soort walvis) en deze lijkt gestrand in de haven. Hij spuit af en toe om te laten zien dat deze nog leeft.[13] Toen de walvis er net lag heeft iemand er met graffiti Free Willy op geschreven.
- Love in Leeuwarden bestaat uit twee witte kinderhoofdjes van zeven meter hoog van een jongen en een meisje. Ze lijken elkaar aan te kijken maar hebben de ogen gesloten. Eronder hangt een laag mist die de hele dag door gegeneerd wordt vanuit onderliggende waterbakken. Het kunstwerk is geïnspireerd op het Friese landschap waar het water uit de grond komt en ‘s ochtends vaak mist boven de weilanden hangt. De kinderen dromen over de toekomst die voor hen nog onzeker is. De fontein was onderdeel van de herinrichting van het stationsplein.[13]
- De Woeste Leeuwen van Workum zijn geïnspireerd op een wapenschild dat op de waag van Workum te vinden is. Het schild dat ze op de waag dragen is in de fontein weggelaten zodat je tussen hen in zicht hebt op de stad. De leeuwen hebben een theatrale pose.[13] Uit de klauwen van de twee leeuwen komt op onverwachte momenten water. Dit is de fontein die lokaal tot de meeste kritiek leidde. Oorspronkelijk hadden deze aan weerszijden van de toegang tot de jachthaven geplaatst zullen worden zodat de boten nat gespoten zouden worden maar er werd na protest toch voor een andere plek gekozen.
- De Fontein van Fortuna in Sneek is een uitbeelding van de Romeinse Godin Fortuna en symboliseert de voor- en tegenspoed die de stad gekend heeft. Omdat je nooit weet hoeveel Fortuna geeft draait de man die de Hoorn des overvloeds vasthoudt rond waardoor het water dat uit de hoorn stroomt steeds een andere kant op valt.[13] Omdat de fontein vlak voor de Waterpoort werd geplaatst was er de nodige weerstand vanuit de stad. Als compromis werd de fontein wat kleiner uitgevoerd.
- De Oortwolk in Franeker refereert aan de astronoom Jan Hendrik Oort die in Franeker geboren is en met de hypothese kwam dat zich in de buitenste regionen van het zonnestelsel een Oortwolk moest bevinden, ver verwijderd van de planeten. De wolk wordt gesymboliseerd door de nevel die bovenuit de fontein opstijgt. Het water loopt vanuit een grote schaal naar beneden. Deze wordt ondersteund door een soort donkere parelkettingen. Een parel heeft de kleur van de maan en een heeft de kleur van de zon.[13]
- De IJsfontein in Dokkum is geïnspireerd op de bladeren van een bloem. Uit de fontein komt geen water maar de sculptuur wordt gekoeld waardoor er steeds veranderende ijslagen op ontstaan. Het geheel verwijst naar de evolutie die na miljoenen jaren voor de verschillende soorten bloemen en planten heeft gezorgd. Rondom de sculptuur staan bomen die symbool staan voor de heilige Bonifatius en zijn volgelingen die in 754 in Dokkum werden gedood.[13]
- De Vleermuis in Bolsward staat voor de Broerekerk. De vleermuis heeft in verschillende delen van de wereld een andere symboliek. In vervallen kerken zijn vaak vleermuizen te zien en op oude kathedralen stonden waterspuwers of gargouilles, soms als vleermuizen, die de demonen op afstand hielden.[13] De vleermuis is geplaatst voor de in 1980 afgebrande kerk. Op deze plek werd archeologisch onderzoek gedaan waarbij skeletten van vijftig Bolswardernaren werden gevonden uit verschillende perioden.
- De Onsterfelijke Bloemen in IJlst is  geïnspireerd op de Japanse bloemschikkunst, genaamd Ikebana en de Friese stinsenplanten. De bloemen bestaan uit verschillende lagen en symboliseren de verschillende generaties die in de stad geleefd hebben. De fontein geeft de verbinding tussen de mens, cultuur en natuur weer.[13]
- Flora & Fauna in Hindeloopen is een verwijzing naar het stadswapen zoals dit in de gevel van de Grote Kerk te zien is. Dit wapen bevat een levensboom met een hert en een hinde die zich voeden met de levensenergie en wijsheid van de boom. In het midden van de fontein staat de levensboom omsloten door twee delen van een groot gewei. Op de boom zitten exotische keramieken vogels die onverwacht water spuwen. De vogels lijken over de mensen te praten.[13]
- De Vis voor Stavoren staat symbool voor de rijkdom die de zee geeft maar die ook vergankelijk is. Net als de geschiedenis van de stad die meermaals tot armoede verviel.[13] In Stavoren speelt zich de sage van Het Vrouwtje van Stavoren af, die een gouden ring in zee wierp waarna de ring terug werd gevonden in de maag van een vis. De rijke vrouw stierf in armoede. De fontein verwijst echter niet specifiek naar deze sage en bij de vis is ook geen ring te zien. De vis staat wel voor de vergankelijkheid van rijkdom en hoe grote vissen de kleine vissen opeten net als bij de ondergang van het Vrouwtje van Stavoren.
- Kievit in Sloten bestaat uit een meisje dat een kievit draagt en die zelf weer door een man wordt gedragen die op een aantal emmers, jerrycans en vaten staat waaruit water stroomt. Het symboliseert de overvloed aan water in Friesland terwijl in andere delen van de wereld water schaars is. De kievit is een bedreigde vogelsoort in Friesland.[13]